# 주세페 콘테
주세페 콘테(이탈리아어: Giuseppe Conte [dʒuˈzɛppe ˈkonte], 문화어: 쥬제뻬 꼰떼, 1964년 8월 8일~)는 이탈리아의 법학자이자 제58대 총리이다. 피렌체 대학교에서 법학교수를 지냈다.

## 개요
2018년 이탈리아 총선 결과에 따라 연정 구성에 합의한 오성운동과 북부동맹이 두 정당과 관련이 없는 인물을 총리에 지명하기로 합의하면서 2018년 5월 21일 이탈리아의 총리에 지명되었다. 이어 5월 23일 세르조 마타렐라 대통령의 승인을 받았으나, 내각 인선 과정에서 마타렐라 대통령과 마찰을 빚었고 5월 27일 총리직 포기를 선언했다. 그러나 갈등의 원인이었던 경제장관 후보를 두고 오성운동, 북부동맹 양당이 기존에 지명했던 유로존 탈퇴를 주장한 강경 성향의 파올로 사보나 대신 온건 성향의 조반니 트리아를 경제장관으로 지명하는 절충안을 내놨고 다시 마타렐라 대통령의 승인을 얻어 총리에 임명되었다.

## 활동
우파 연합에 의해 형성된 콘테 내각은 뉴욕 타임스, 라 레푸블리카와 같은 저명한 서구 언론으로부터 서유럽 최초의 포퓰리스트 정부로 평가받고 있다. 또한 콘테 본인 역시 1994년, 실비오 베를루스코니 전 총리 이후 최초로 이전에 정부 각료나 기타 공직 생활을 전혀 경험해본 적이 없는 총리이자, 1989년 기독교민주당 소속의 치리아코 데 미타 전 총리 이후 최초의 이탈리아 남부 출신 총리다.
주세페 콘테 총리는 2019년 9월 5일에 동맹과 연정을 공식적으로 깨고 이탈리아 민주당과의 연정을 성립했다.
에밀리아- 로마냐 지방선거를 승리하며 연정을 그나마 안정적으로 지킬수 있다는 현지 언론의 평가가 있다.
2021년 1월 26일, 총리직에서 사임했다.